# Vaada
Vaada – indyjski thriller miłosny wyreżyserowany w 2005 roku przez Satish Kaushika, autora Tere Naam i Mujhe Kucch Kehna Hai. Tematem jest historia trójkąta miłosnego przypieczętowanego śmiercią. Arjun Rampal gra oślepionego w wypadku męża Pooji Amisha Patel.

## Fabuła
Niewidomy Rahul Varma (Arjun Rampal) znajduje swoją żonę powieszoną. W nieszczęściu szuka oparcia u swojego wieloletniego przyjaciela Karana (Zayed Khan). Trudno mu uwierzyć w samobójstwo Pooji (Amisha Patel). Z bólem wspomina czas, gdy zakochał się w niej, poślubił ją i mimo wypadku, w którym nagle stracił wzrok, cieszył się łączącą ich miłością. Prowadzący śledztwo inspektor Khan (Rajesh Vivek) też nie wierzy, że Pooja popełniła samobójstwo. Zniknięcie jej ciała tuż przed sekcją tylko wzmaga te podejrzenia. Zastanawia go zachowanie niespokojnego podczas przesłuchań Karana. Sprawia wrażenie kogoś, kto coś ukrywa. I rzeczywiście. Karan kochał Pooję od lat. Byli kiedyś parą, ale jego wybuchowość i agresywność zraziły Pooję do niego. Karan licząc na odzyskanie jej serca po zdobyciu zapewniającego im godziwe życie majątku, wyjechał za granicę. Kiedy wrócił po dwóch latach okazało się, że Pooja jest już żoną jego przyjaciela i wspólnika w interesach – Rahula.
Zdecydował, że zrobi wszystko, by odzyskać serce ukochanej.

## Obsada
- Arjun Rampal – Rahul
- Zayed Khan – Karan
- Amisha Patel – Pooja
- Alok Nath – ojciec Pooji
- Anjan Srivastava
- Rakesh Bedi – obrońca Karana
- Virendra Saxena – Alex, służący Rahula
- Rajesh Vivek – inspektor Khan
- Sarfaraz Khan – śpiewak w piosence 'Ud Udd Jaye'

## Muzyka
Autorem muzyki do filmu jest Himesh Reshammiya
1. Vaada Hai Yeh (Duet)
2. Main Ishq Uska
3. Teri Kurti Sexy
4. Main Deewana
5. Ud Ud Jaye
6. Maula
7. Vaada Hai Yeh (Male)
8. Vaada Hai Yeh (Female)